# Старое Ахматово
Старое Ахматово — село в Большеболдинском районе Нижегородской области. Входит в состав Молчановского сельсовета. Население 345 (2010) человек

## Общая физико-географическая характеристика
Географическое положение
По автомобильным дорогам расстояние до областного центра города Нижнего Новгорода составляет 190 км, до районного центра села Большого Болдино — 16 км. Абсолютная высота 133 метров над уровнем моря.
Часовой пояс
Старое Ахматово, как и вся Нижегородская область, находится в часовой зоне МСК (московское время). Смещение применяемого времени относительно UTC составляет +3:00.

## История
В «Списке населенных мест» Нижегородской губернии по данным за 1859 год значится как владельческое село в первом стане Сергачского уезда при речке Альзе в 45 верстах от Сергача. В селе насчитывалось 88 дворов и проживало 666 человек (322 мужчины и 344 женщины). Функционировала православная церковь.

## Население
| 1999 | 2002 | 2010 |
| ---- | ---- | ---- |
| 366  | ↗382 | ↘345 |

Национальный состав
Согласно результатам переписи 2002 года, в национальной структуре населения русские составляли 93% из 382 человек.